# 부천남초등학교
부천남초등학교(富川南初等學校)는 대한민국 경기도 부천시 소사구 성주로270번길 16-1에 있는 공립 초등학교이다.

## 학교 연혁
- 1913년 6월 4일 소사보통심상소학교 인가
- 1914년 소사보통심상소학교 개교
- 1941년 4월 1일 소사국민학교 개명
- 1945년 8월 30일 일본인 학교 인수
- 1945년 11월 15일 초대 공석동 교장 취임
- 1945년 11월 15일 소사남국민학교로 개교
- 1974년 3월 18일 부천남국민학교로 개명
- 1985년 9월 1일 병설유치원1학급인가 개원
- 1993년 12월 11일 일본 우오누마시립 이메가사키 소학교와 자매결연
- 1996년 3월 1일 부천남초등학교로 개명
- 2001년 3월 1일 부천남 특수 2학급 편성
- 2003년 3월 1일 병설유치원 2학급 편성
- 2004년 3월 1일 교과특성화 학교 지정
- 2005년 3월 1일 문화관광부 지정 문화예술 연구학교 운영
- 2008년 2월 21일 다목적 복합 문화공간 완공
- 2011년 2월 16일 제66회 졸업식 (총 19,574명)
- 2011년 3월 1일 32학급 편성 (특수 2학급, 유치원 3학급)
- 2011년 3월 1일 초등보육보금자리 학교 지정
- 2011년 11월 3일 4층 복도 벽트기 체육관 연결통로 준공
- 2012년 2월 15일 제67회 졸업 (총 19,737명)
- 2012년 3월 1일 35학급 편성 (특수 2학급) 총 19,734명
- 2013년 2월 15일 제68회 졸업식(총 19,933명 졸업)
- 2013년 3월 1일 33학급편성(특수-2학급)
- 2014년 2월 15일 제69회 졸업식( 총 20,072명 졸업)
- 2014년 3월 1일 35학급 편성 (특수 학급 2학급, 다문화 특별학급 1학급)
- 2014년 8월 27일 제25대 임종원 교장선생님 부임